# ピヨ卵ワイド
『ピヨ卵ワイド』（ピヨたまワイド）は、山形放送で放送されている夕方ワイド番組。

## 概要
1994年4月4日に『ピヨピヨ卵ばくだん』（ピヨピヨたまごばくだん、毎週月曜 - 金曜17:30 - 18:00（30分））として番組をスタートし、2001年4月2日から『ピヨ卵ワイド430』（ピヨたまワイドよんさんまる、毎週月曜 - 金曜16:30 - 17:54→53→50→53（84→83→80→83分））となる。2014年3月31日以降、毎週月曜 - 木曜16:53 - 17:53（60分）・金曜16:50 - 17:53（63分）に変更することから、16:30（午後4:30）を意味する「430」が番組名の末尾から外れる。2024年9月27日より16:45 - 17:53。
現在の司会は山本浩一と青山友紀、中継スポットからは中田妃那が出演する。なお、中継は山形メディアタワー前から行っている。
『ピヨピヨ卵ばくだん』時代以来、隣県系列局の夕方ワイド番組との交流企画は行っていなかったが、2006年6月20日、毎週火曜日にミヤギテレビ『OH!バンデス』との交流コーナー「これ見て!バンたま」がスタートした（2013年10月2日より「教えて!バンたま」、2015年10月6日より「バンたま太鼓判」にタイトル変更）。
オープニングのアニメーションは、2005年12月1日にYBCで地上デジタル放送が開始されたのに伴ってリニューアルした。またオープニングのBGMは2009年3月30日からアイドリング!!!「百花繚乱アイドリング!!!」の前奏が使われている。
2007年から2009年4月3日までのエンディングソングは、てまりの「シチューのうた」と「冬の足音」。2009年4月6日から2010年3月26日までのエンディングソングは、たむらぱんの「ちょうどいいとこにいたい」だった。2010年3月29日からは、ももいろクローバーの「未来へススメ!」が使われている。
16時台の番組編成の都合で定時に開始できない場合には、番組短縮ではなく休止とすることが多い（その場合には『news every.』月 - 金曜日第2部を臨時フルネット）。2014年3月31日から『news every.』月 - 木曜日第1部および金曜日の『それいけ!アンパンマン』を日本テレビと同時ネットすることに伴い、放送時間を上述の時間帯に変更。これにあわせ、本番組内包扱いで放送していた『news every.』月 - 木曜日第2部および金曜日第1部の冒頭部ネットを廃止した（そのため、実質的な放送時間短縮は10分前後に収まっている。）が、本番組休止時（主に祝日や年末年始）には『news every.』月 - 金曜日第2部の全編をネット受けする。

## 主なコーナー
- ピヨ卵クイズ
- 料理得モリ元気モリ
- 曜日ごとのコーナー
  - 月曜日 : シリーズまち・やまがた情熱市場
  - 火曜日 : バンたま太鼓判・バクコメ流
  - 水曜日 : あるある川柳・猫そぎキャットフレーズ
  - 木曜日 : 上か?下か?めくってドン!
  - 金曜日 : 週末グルメ・小学校へ行こう！
- 特集
  - 新！弟子入り
  - 目指せ！けんだマスターへの道
- 街角伝言板（番組の前半で、中継先から県内の催し物の告知をする際に組み込まれる）
- ニュース先出し（YBC News every.のニュースを一部伝える）

### 過去にあったコーナー
- あっ卵
  - ナツメロ百貨店
  - 430書（よみましょ）
  - ワイルド部
- きょういち
  - 火曜日 : やくべん講座、または特捜部
  - 水曜日 : あなたも迷画伯!!
  - グルメ一点出し
- 買い物クイズ 全部もってけ〜!!
- モンテとGO!
2009年開始のモンテディオ山形応援コーナー。放送直近の試合で活躍した選手を「MVピ」として表彰し、「ピ」と刻印されたメダルを贈る。メダルを3個獲得した選手には「お食事券」も贈呈。2010年はMVピの選手から視聴者にプレゼントが用意される。
- ピヨナビ、ピヨ卵機動中継隊、密着!追いカメ隊
- ピヨ卵エクササイズ - ピヨ卵音頭
- ピヨ卵1万円クイズ・今日は何の日?
- news every.（月 - 木曜日第2部・金曜日第1部 いずれも開始から17:10頃まで） 他

## 「ピヨ卵」タイトル変遷
- ピヨピヨ卵ばくだん（1994年4月4日 - 1995年3月31日）
- YBC5時!ピヨ卵&プラス1ワイド（1995年4月3日 - 1996年9月27日）
- 5時まで待てない!YBC・ピヨ卵&プラス1ワイド（1996年9月30日 - 1998年3月27日）
- ピヨ卵ワイド457（1998年3月30日 - 2001年3月30日）
- ピヨ卵ワイド430（2001年4月2日 - 2014年3月27日）
- ピヨ卵ワイド（2014年3月31日 - ）

## 歴代担当アナウンサー
- 芳賀道也・佐伯敏光・森（門田）厚子
- 安藤勲・今野さえ子・江橋摩美・門田和弘・小坂憲央・藤村径子
- 福岡直美・斉藤桃子
- - 2007年3月 : 佐伯敏光・小川香織・小坂憲央（→山本浩一）・青山友紀
- 2007年4月 - 2008年3月 : 小坂憲央・小川香織・門田和弘・山本浩一・相磯舞
- 2008年4月 - 2010年3月 : 小坂憲央・小川香織・陣内倫洋・相磯舞
- 2010年4月 - 2011年3月 : 小坂憲央・相磯舞・陣内倫洋・山下将史・阿部美里（2010年9月までは金本美紀）
- 2011年4月 - 2011年12月 : 陣内倫洋・相磯舞・山下将史・阿部美里
- 2012年1月 - 2012年9月 : 陣内倫洋・相磯舞・山下将史・佐藤孝子
- 2012年10月 - 2017年3月 : 陣内倫洋・相磯舞・山下将史・大木瞳美
- 2017年4月 - 2020年3月 :　陣内倫洋・小川香織・山下将史・青山友紀
- 2020年4月 - 2023年3月:　陣内倫洋・青山友紀・内野航・小川香織
- 2023年4月 - 2024年9月 :　青山友紀・内野航(6月末まで)・山本浩一・山本倖千恵
- 2024年10月 - 2025年3月 :　青山友紀・山本浩一・中田妃那
- 2025年4月 - :　横山岳・山川麻衣子・中田妃那

## その他
- YBCおいしいものフェアで出品するスイーツを県内の和・洋菓子店と協力して考案・出品している。
- 山形県出身の井上京子が代表を務める女子プロレス団体「ワールド女子プロレス・ディアナ」より番組キャラクターをモチーフとした覆面レスラー「ピヨタマスク」がデビューしている[4]。初代は渡辺智子が扮していたが、覆面を剥がされたため、2013年より2代目が活動している。
- 2015年8月14日にYBCテレビ開局55周年記念の特別番組として、19:00 - 19:56の枠にて『金のピヨ卵』がオンエアされた（通常日本テレビからネット受けしている『笑神様は突然に…』は8月16日の15:29 - 16:25に振り替え放送した）[5]。
- 番組のキャラクターは『ピヨちゃん』である。
- 渡辺裕太が月 - 木曜日のnews every.第1部の「every.×time4」の中継コーナーで山形へ中継へ来た場合、ピヨ卵でも引き続き中継する。また、渡辺裕太はピヨ卵の「月イチレギュラー」という肩書になっている。